# Anycast

Grafisk illustration av anycast

Inom datorkommunikation innebär anycast att data kan sändas från sändaren till mottagaren via flera olika vägar. Routers väljer sedan väg beroende på antalet hopp, kostnad, trafik med mera. Anycast används ofta av Innehållsleveransnätverk.